# Player (gruppo musicale)
I Player sono un gruppo musicale rock statunitense di genere Album-oriented rock che iniziò la propria attività nella seconda metà degli anni settanta. È famoso soprattutto per il singolo Baby Come Back pubblicato nel 1977 ed entrato nella top 100 di Billboard raggiungendo il 1º posto.

## Storia
Formatosi a Los Angeles, California da Peter Beckett (voce principale, chitarra), John Charles "JC" Crowley (voce, tastiere, chitarra), Ronn Moss (basso, voce) e John Friesen (batteria).
In questo periodo Wayne Cook, tastierista ed ex membro degli Steppenwolf, si aggiunse al gruppo durante esibizioni dal vivo.
Beckett, di origine inglese, faceva parte nei primi anni 70 degli Skyband con l'australiano Steve Kipner. Dopo lo scioglimento del gruppo avvenuto nel 1975 conobbe Crowley ad una festa a Los Angeles. Formarono dapprima i Riff Raff, tramutatisi presto in Bandana che pubblicarono il singolo Jukebox Sabato Sera. Nel 1977 con l'aggiunta di Friesen e Moss divennero Player, e firmarono con la RSO. Pubblicarono il primo loro singolo Baby Come Back, che ottenne un notevole successo con il primo posto nella classifica di Billboard e successivamente l'album d'esordio Danger Zone. Dopo il secondo album, eponimo, il chitarrista Crowley uscì dal gruppo. Successivamente anche Moss e Friesen lasciarono, rimase il solo Beckett che pubblicò assieme ad altri musicisti Spies of Life nel 1982 prima del temporaneo scioglimento.
Negli anni 90 su iniziativa di Beckett il gruppo si riformò e pubblicò il quinto album Lost in Reality nel 1996.

## Formazione
- Peter Beckett - voce principale, chitarra (1976-attuale)
- John Charles "JC" Crowley - voce, tastiere, chitarra (1976-attuale)
- Ronn Moss - basso, voce (1976-attuale)
- John Friesen - batteria (1976-attuale)

## Discografia
- 1978- Danger Zone (RSO)
- 1978- Player
- 1980- Room with a View (Universal/A&M)
- 1982- Spies of Life (RCA)
- 1996- Lost in Reality (A&M)
- 2013- Too Many Reasons (Frontiers)